# تجمع علماء البيئة في السنغال
تجمع علماء البيئة في السنغال (بالفرنسية: Rassemblement des écologistes du Sénégal - Les Verts) هو حزب سياسي في السنغال. في الانتخابات التشريعية التي جرت في 3 يونيو 2007، فاز الحزب بنسبة 1٪ من الأصوات الشعبية وحصل على مقعد واحد من أصل 150 مقعدًا.